# George Fenneman
George Watt Fenneman (10 de noviembre de 1919 - 29 de mayo de 1997) fue un presentador radiofónico y televisivo estadounidense.

## Biografía
Nacido en Pekín, China, era hijo único, dedicándose sus padres al negocio de importación y exportación. Tenía nueve meses de edad cuando la familia se mudó a San Francisco (California), ciudad en la que se crio. En 1942 se graduó en la Universidad Estatal de San Francisco, donde había estudiado artes dramáticas, consiguiendo posteriormente un trabajo como locutor en una emisora radiofónica local. Durante la Segunda Guerra Mundial trabajó como corresponsal para la U.S. Office of War Information, y en 1946 se asentó en Los Ángeles, California, donde volvió a su carrera radiofónica.
Es sobre todo recordado por su trabajo de locutor en el concurso presentado por Groucho Marx You Bet Your Life, iniciado en 1947 en la radio, y pasado a la televisión en 1950, donde tuvo una trayectoria de 11 años en la NBC. La suave voz de Fenneman, su aspecto cuidado y sus maneras caballerosas, fueron la contrapartida ideal a las payasadas estrafalarias e improvisaciones subidas de tono de Marx.
"Groucho llamaba a Fenneman la Margaret Dumont masculina", según Frank Ferrante, que hizo un retrato de Marx en Groucho: A Life in Revue. Fenneman y Groucho conservaron la amistad hasta el fallecimiento del último en 1977.
Fenneman fue uno de los narradores de Dragnet, compartiendo su tarea con Hal Gibney en el período radiofónico de la serie y en la serie televisiva original, y con John Stephenson cuando Dragnet volvió a la TV en 1967. También fue el principal locutor para la versión radiofónica de la serie Gunsmoke, presentando con frecuencia a William Conrad, el intérprete de "Matt Dillon", que tras el episodio de turno hacía un anuncio comercial de marcas de cigarrillos.
Fenneman actuó en el cine en el film de 1951 The Thing from Another World en un papel sustancial aunque sin créditos, tras el cual se convenció de que su futuro no se hallaba en el cine. Sin embargo, también apareció en un serial, The Secret Of Mystery Lake, en el cual hacía el papel de un naturalista enseñando a una chica sobre la flora y la fauna de un lago de Tennessee. El serial se emitió en 1957 en Mickey Mouse Club. A partir de entonces evitó las actuaciones frente a la cámara, exceptuando cuando aparecía como él mismo en documentales.
Fenneman también presentó dos concursos, Anybody Can Play en 1958, y Your Surprise Package, en 1961 en la CBS. En 1966 presentó dos episodios pilotos para un show titulado Crossword, que posteriormente sería conocido como The Cross-Wits y presentado por Jack Clark a partir de 1975. Además, Fenneman fue portavoz comercial de la marca de té Lipton durante gran parte de la década de 1960, y en ese papel apareció en directo en The Ed Sullivan Show cuando The Beatles hicieron su segunda actuación televisiva en los Estados Unidos el 16 de febrero de 1964. 
Otros programas que presentó fueron: Talk About Pictures, en el Public Broadcasting Service entre 1978 y 1982; Your Funny, Funny Films, en 1963, un show de ABC Television precursor de America's Funniest Home Videos; The Naked Monster, su último trabajo como narrador, estrenado póstumamente en 2006.
George Fenneman estuvo casado con Peggy Ann Clifford desde 1943 hasta la muerte de ella en 1984. La pareja tuvo tres hijos. El presentador falleció a causa de un enfisema en Los Ángeles, California, en 1997. Tenía 77 años de edad.